# Shadows (Lenka)
Shadows è il terzo album in studio della cantante australiana Lenka, pubblicato nel 2013.

## Tracce
1. Nothing Here but Love – 3:30
2. Faster with You – 3:42
3. Heart to the Party – 3:05
4. After the Winter – 3:32
5. Find a Way to You – 3:46
6. Honeybee – 4:19
7. No Harm Tonight – 4:12
8. Two Heartbeats – 4:05
9. Monsters – 2:28
10. Nothing – 4:23
11. The Top of Memory Lane – 4:12
12. Dreamer's Serenade – 2:10